# Útok banzai

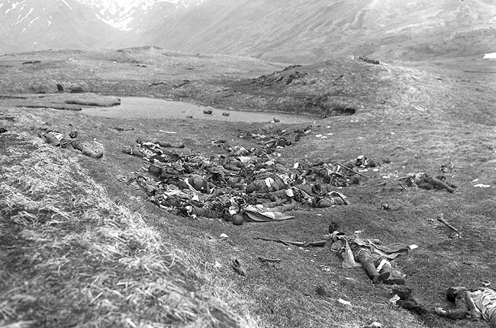
Mrtví japonští vojáci po závěrečném útoku banzai během bitvy o Attu

Útok banzai (dle japonského válečného pokřiku „banzai“) byl termín užívaný během druhé světové války spojeneckými vojsky k označení útoku lidských vln prováděných pěchotou japonské císařské armády. Média japonského císařského režimu nicméně užívala termín gjokusai (japonsky 玉砕, tj. „čestná smrt,“ doslova „úlomky jadeitu“). Tyto útoky byly obvykle prováděny jako sebevražedné za účelem vyhnutí se zajetí, a tím pádem zneuctění, nebo jako poslední pokus o úspěch tváří v tvář spojenecké přesile.

## Etymologie
Gjokusai je eufemismus pro sebevražedný útok nebo sebevraždu tváří v tvář porážce (seppuku). Je založen na citaci z Knihy Severní Qi ze 7. století psané v klasické čínštině: „大丈夫寧可玉砕何能瓦全“ (tj. „velký muž by měl zemřít jako rozbitý šperk, než žít jako neporušená dlaždice“). Japonská vláda jej využila jako slogan ičioku gjokusai („一億玉砕,“ tj. „sto miliónů rozbitých šperků“) během posledních měsíců války v Tichomoří, kdy Japonci čelili invazi Spojenců. Některé ze zásad pro toto přesvědčení pocházejí z Hagakure od Jamamota Cunemota, známém pojednání o Bušidó z 18. století.
Spojeneční vojáci nazývali během druhé světové války masové útoky japonské císařské armády jako útoky banzai (anglicky „banzai charges“ nebo „banzai attacks“), protože útočící japonští pěšáci křičeli „Banzai!“ Tímto válečným pokřikem si vzájemně mezi sebou podporovali morálku a odvahu. V japonštině je „banzai,“ doslova „deset tisíc let,“ fráze značící dlouhý život nebo oslavu, v podstatě přání, aby někdo žil věčně či něco přetrvalo navždy. Tennó heika banzai („天皇陛下万歳！,“ doslova „ať žije císař deset tisíc let“) se stal během útoků japonským válečným pokřikem.

## Historie
Na začátku druhé světové války japonská armáda stále spoléhala na masové útoky pěchoty, které byly široce používány za první světové války. Mnoho spojeneckých jednotek bylo vybaveno poloautomatickými nebo automatickými zbraněmi, které jim umožňovaly větší palebnou sílu, než jaká byla dostupná prvoválečné pěchotě. A tato síla často zastavila japonské vojáky ještě na cestě. Ztráty při těchto útocích se brzy ukázaly jako příliš velké, než aby si je Japonci mohli dovolit, a od této taktiky bylo upuštěno. V pozdějších stádiích války, když začala viditelně hrozit Japonsku porážka, se nicméně masové útoky pěchoty vrátily jako akt odporu za situace, kdy smrt nebo kapitulace byly jediné možné alternativy.